# مرن
من أبرز آلهة مملكة الحضر وهو أحد آلهة التثليث الحضري فقد عبد سكان الحضر الإله (الشمس) باديء الامر باسم مرن الذي كان يتردد كثيراً في ادعيتهم وقد اكدت الكتابات الحضرية ان الإله (مرن) هو نفسه إله الشمس الحضري (شمش), حيث ذكرت إحدى هذه الكتابات أن الإله برمرين قام بتشييد معبد لأبيه إله الشمس.